# Polyxena z Lobkovic
Polyxena z Lobkovic, předtím z Rožmberka, rozená z Pernštejna (1566 – 24. května 1642 Praha) byla česká šlechtična z rodu Pernštejnů. Při narození dostala španělské jméno Polisena Pernstein.
Její oficiální jméno v době přijímání knížecího titulu znělo „Polyxena z Boží milosti kněžna z Lobkovic, rozená z Pernštejna, paní na Roudnici".

## Původ a dětství

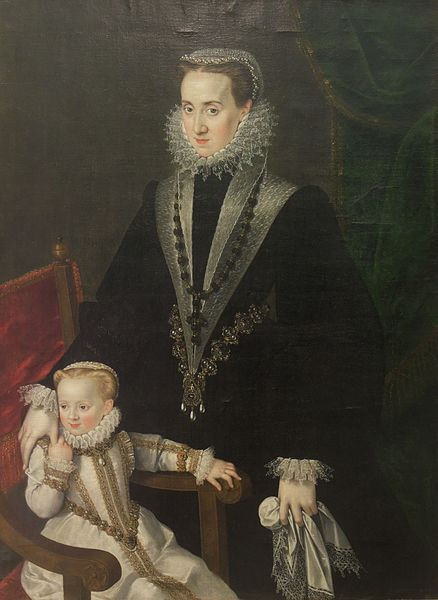
Malá Polyxena z Lobkovic se svou matkou Marií de Manrique de Lara y Mendoza

Narodila se jako devátý potomek dvorního štolby Vratislava II. z Pernštejna řečeného „Nádherný“ (1530–1582), a jeho manželky Marie Manrique de Lara y Mendoza (1534 – 16. únor 1608). 
Otec Polyxeny Vratislav II. z Pernštejna pocházel z rodiny Jana IV. z Pernštejna a Hedviky ze Šelmberku. Několik měsíců po narození Polyxeny byl její otec jmenován nejvyšším kancléřem Království českého a tento zemský úřad si udržel až do své smrti v roce 1582. Jeho dvorská kariéra byla znamenitá - z původní pozice komorníka a dvorního štolby se vypracoval na nejvyšší úřad v Českém království a stal se později i držitelem Řádu zlatého rouna.
Matka Polyxeny byla španělská šlechtična ze starého rodu Hurtado de Mendoza, jež se mísila s krví kastilského královského rodu. Před příchodem do Čech byla dvorní dáma na dvoře španělských Habsburků. Byla značně ovlivněna jezuity, což se promítlo ve striktní katolické výchově Polyxeny a jejích sourozenců. 

## První manželství – paní z Rožmberka

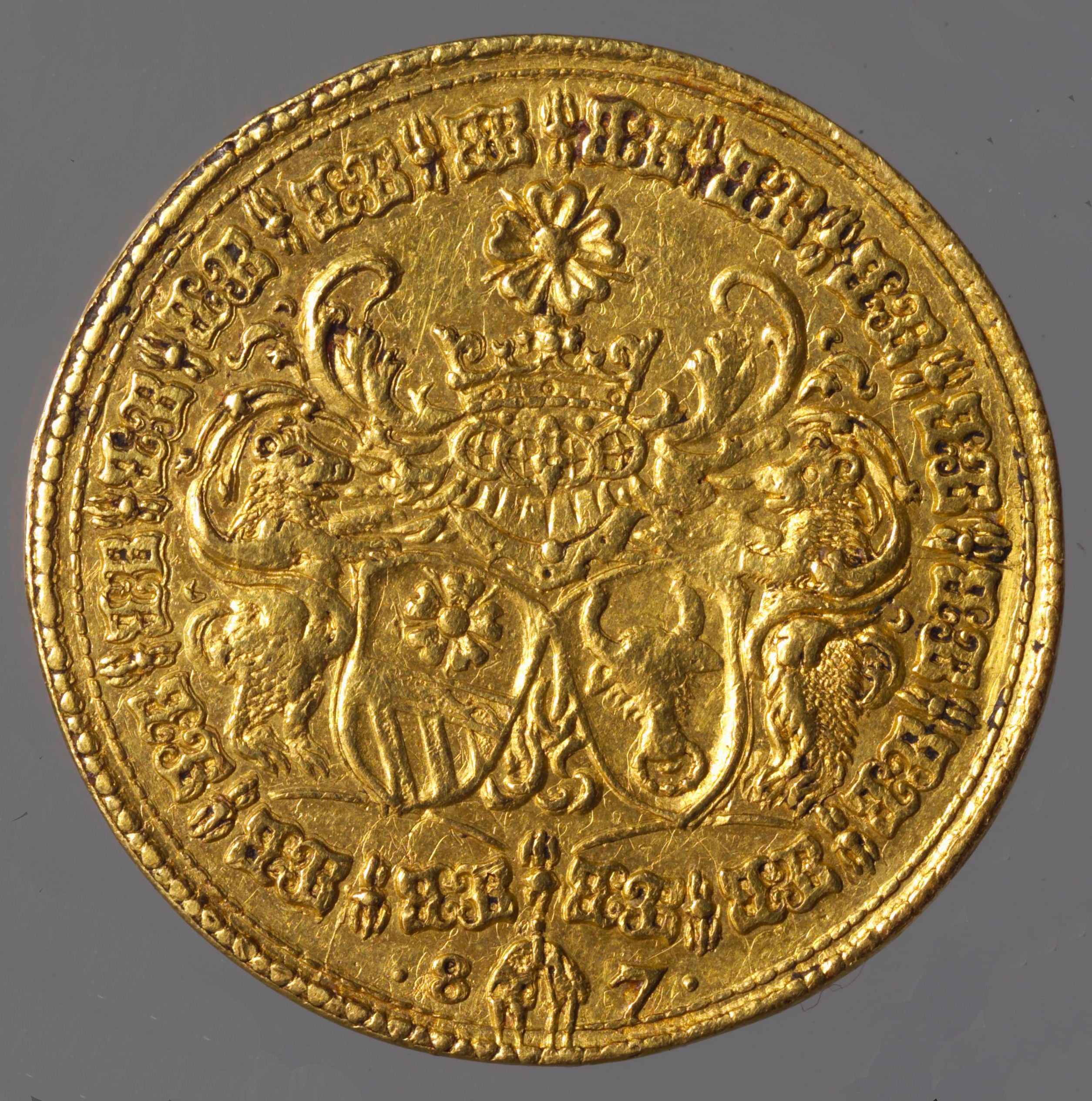
Svatební mince Viléma a Polyxeny

Roku 1587 se jedenadvacetiletá Polyxena provdala za Viléma z Rožmberka, jenž tehdy zastával úřad nejvyššího purkrabí a byl asi o třicet let starší. Stala se jeho čtvrtou a poslední manželkou. Díky manželství se vznešeným a bohatým Rožmberkem mohla zažívat „přerod z bystré a krásné dívky v pozoruhodnou, cílevědomou dámu, oplývající šarmem a společenskou ctižádostí“ a také si užívat bohatství, kterým podporovala své chudé pernštejnské příbuzné.
I toto čtvrté Rožmberkovo manželství zůstalo bezdětné a nepřineslo Vilémovi tolik očekávaného dědice. Již v době své nemoci se však Vilém staral o další Polyxenino zabezpečení a postoupil jí k doživotnímu užívání výnosné roudnické panství. Po Vilémově smrti v roce 1592 získala mladá vdova vyrovnáním se švagrem Petrem Vokem Roudnici nad Labem do dědičné držby. Polyxena požívala úcty, respektu a vážnosti nejvyšší společnosti. Karel starší ze Žerotína jí v dopise napsal, že „jakž místem, tak i smyslem všecky jiné paní v Čechách předcházeti ráčí“.
Roku 1597 při obléhání pevnosti Rábu v Uhrách zemřel její bratr a císařský generál Jan V. z Pernštejna, když mu koule z tureckého děla utrhla hlavu a levou paži i s ramenem. Jan po sobě zanechal tři děti – Annu, Frebonii a Vratislava Eusebia. Polyxena, jejich teta, se po pár letech stala jejich poručnicí a hospodařila tak nejen v Roudnici, ale velmi úspěšně i na pernštejnském panství Litomyšl.

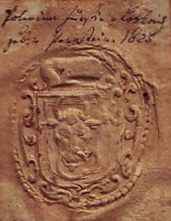
Polyxena z Pernštejna, pečeť z roku 1625

## Druhé manželství – paní z Lobkovic
Druhé manželství uzavřela 23. listopadu 1603 s nejvyšším kancléřem Zdeňkem Popelem z Lobkovic, který nebyl příliš majetný, ale byl vzdělaným a uznávaným politikem a hlavou české katolické šlechty. Roku 1609 se Polyxeně po dlouholetém období neplodnosti narodil jediný syn Václav Eusebius Popel z Lobkovic, předek všech současných příslušníků rodu Lobkoviců.

## Věrná katolička

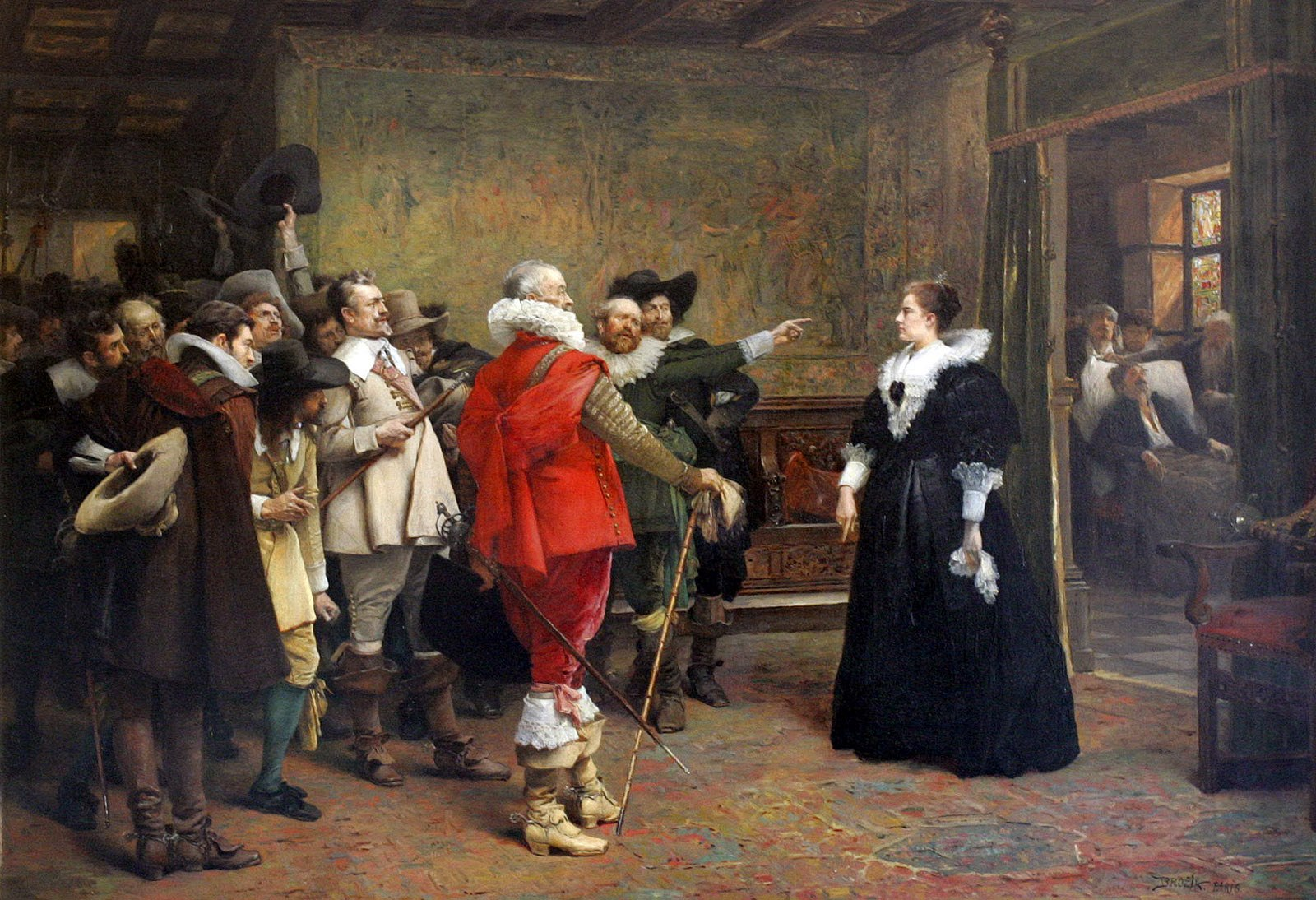
Polyxena z Lobkovic ochraňuje ve svém domě královské místodržící Slavatu a Martinice, svržené z oken královského hradu v Praze roku 1618 (obraz od Václava Brožíka, olej na plátně, 87×146 cm)

Zdeněk Popel z Lobkovic nepodepsal Rudolfův majestát a společně s manželkou byl nadšeným příznivcem volby Ferdinanda Štýrského. Polyxena poskytla ve svém pražském domě azyl i Slavatovi a Martinicovi, obětem pražské defenestrace. Pomáhala však finančně manželkám účastníků odboje a vyhnancům.
Po porážce stavovského povstání Polyxena z Lobkovic skupovala levná panství zkonfiskovaná jeho účastníkům. Podařilo se jí nakoupit s manželovým svolením statky za 350 tisíc zlatých.
Věrná katolička roku 1628 (v roce manželovy smrti) věnovala klášteru bosých karmelitánů u kostela Panny Marie Vítězné v Praze vzácnou voskovou sošku Pražského Jezulátka, kterou její matka dostala jako svatební dar od své matky při sňatku do Čech. Podporovala jezuity, kapucíny, františkány a karmelitány. Premonstrátům věnovala stříbrnou sochu svatého Norberta, jezuitům zahradu a v Roudnici založila kapucínský klášter a v přilehlém kostele svatého Václava rodinnou hrobku.
Polyxenina katolická víra vyvolala protireformační působení na jejích statcích. Potlačila povstání na panství Litomyšl, kde byl poddanými zbit a vyhnán katolický děkan, a stejně tak i v Roudnici, kde byly zabrány katolické kostely a vyhlášena náboženská svoboda. Na panství Vysoký Chlumec, kde údajně působili i kalvínští kněží, povolala Polyxena proti kacířům jezuitské misie.
Zemřela ve věku 76 let a je pochována společně s manželem v rodinné hrobce kostela svatého Václava v Roudnici nad Labem. Po její smrti, 24. 5. 1642, rod Pernštejnů splynul s rodem Lobkoviců. Čistá rodová linie Pernštejnů její smrtí vymírá po přeslici. Rod Pernštejnů je však zachován vlivem sňatku se Zdeňkem Vojtěchem Popelem z Lobkovic na lobkovickém erbu.